# Patrice Monthé
Pour les articles homonymes, voir Monthé.
Patrice Monthé, né en 1970 est un avocat et ancien bâtonnier de l’ordre des avocats du Cameroun.

## Biographie

### Enfance et formation
Charles Tchakounté Patié est né au Cameroun et est originaire de l'Ouest du Cameroun[réf. nécessaire].

### Carrière
Patrice Monthé est un avocat spécialisé dans le droit des affaires,. Il est le président de l’Union des Avocats Afrique Centrale (UNAAC),,. Il est bâtonnier de barreau du Cameroun de 1992 à 1994 et porte-parole de la Conférence des anciens bâtonniers du Cameroun. Il est ancien président de la Fédération camerounaise de rugby. 
Il coécrit Une justice qui vous broie... dans le cadre de l'affaire Lydienne Yen-Eyoum avec maître Yondo Black.